# August Wilhelm Dennstedt
August Wilhelm Dennstedt (* 30. Juli 1776 in Weimar; † 12. Februar 1826 in Magdala) war ein deutscher Apotheker bzw. Mediziner und Botaniker.
Sein botanisches Autorenkürzel lautet „Dennst.“

## Leben
Dennstedt war Bürgermeister der nahe Weimar gelegenen Stadt Magdala.
Er schrieb mehrere botanische Werke. Seine größte Bedeutung auf dem Gebiet der Botanik dürfte er als Herausgeber des Hortus Belvedereanus, dem Katalog des damals größten Bestandes exotischer Pflanzen auf dem europäischen Festland auf Schloss Belvedere bei Weimar erlangt haben, dessen erster Band 1820 erschien. Dieser wäre so nicht erschienen, wenn nicht der Hofgärtner Johann Christian Sckell als Kollege mit unterstützend gewirkt hätte. Seit 1818 war Dennstedt wissenschaftlicher Leiter des Botanischen Gartens von Belvedere. Großherzog Carl August, der seine Anstellung hierzu betrieben hatte, ernannte Dennstedt zum Professor.
Die Gattung Dennstaedtia wurde ihm zu Ehren benannt.

## Schriften (Auswahl)
- Weimar's Flora: Pflanzen mit deutlichen Geschlechtern. Band 1, 1800.
- Pflanzen mit Luftgefäßen. 1807.
- Nomenclator botanicus: seu, Enumeratio alphabetica omnium hucusque cognitorum vegetabilium, adjectis praecipuis synonymis. 1810.
- Das Gewächsreich: oder characterisirende Beschreibung aller zur Zeit bekannten Gewächse.
- Schlüssel zum Hortus Indicus Malabaricus, oder dreifaches Register zu diesem Werke. Weimar 1818 (Digitalisat).
- Hortus Belvedereanus. Oder Verzeichniss der bestimmten Pflanzen. 1820–1826 (Digitalisat).